# Jörg Raddatz
Jörg Raddatz (* 19. April 1971; † 15. Juli 2016) war ein deutscher Autor. Er arbeitete hauptsächlich an der Fantasywelt Aventurien mit, war aber auch für andere Rollenspielsysteme als Schriftsteller und Übersetzer tätig.
Beim  Rollenspiel Das Schwarze Auge zeichnete er vor allem für den Bereich der Spielhilfen verantwortlich („Armorium Ardariticum“, „Tempel, Türme und Tavernen“ sowie Mithilfe bei vielen Regionalboxen). In der Romanreihe des Schwarzen Auges verfasste er die folgenden Bücher: Die Legende von Assarbad, Sphärenschlüssel und Blutrosen. Die beiden letztgenannten Bücher entstanden in Zusammenarbeit mit seiner Frau Heike Kamaris. Ebenfalls in Zusammenarbeit mit Kamaris entstand die Kurzgeschichte Zauberhafte Schönheit in dem Band Gassengeschichten.